# Tł (digramme)
Cette page contient des caractères spéciaux ou non latins. S’ils s’affichent mal (▯, ?, etc.), consultez la page d’aide Unicode.
Pour les articles homonymes, voir Tl.
Tł (minuscule tł) est un digramme de l'alphabet latin composé d'un T et d'un L barré (Ł).

## Linguistique
- En navajo, le digramme « tł » sert à représenter le son [t͡ɬʰ].

## Représentation informatique
Comme la majorité des digrammes, il n'existe aucun encodage de Tł sous un seul signe, il est toujours réalisé en accolant un T et un L barré (Ł),.